# Chromodesmus planus
Chromodesmus planus är en mångfotingart som beskrevs av Loomis 1976. Chromodesmus planus ingår i släktet Chromodesmus och familjen Rhachodesmidae. Inga underarter finns listade i Catalogue of Life.